# Perrierbambus
Perrierbambus is een geslacht uit de grassenfamilie (Poaceae). De soorten van dit geslacht komen voor in Madagaskar.

## Soorten
Van het geslacht zijn de volgende soorten bekend: 
- Perrierbambus madagascariensis
- Perrierbambus tsarasaotrensis